# Hansas Gecas
Hansas Gecas (né le 24 septembre 1899 à Kaunas à l'époque dans l'Empire russe et aujourd'hui en Lituanie, et mort en 1945 en Allemagne) est un joueur de football international lituanien, qui évoluait au poste d'avant.

## Biographie

### Carrière en sélection
Hansas Gecas reçoit deux sélections en équipe de Lituanie lors de l'année 1924, sans inscrire de but.
Il joue son premier match en équipe nationale le 25 mai 1924, contre la Suisse. Cette rencontre perdue 9-0 à Vincennes entre dans le cadre des Jeux olympiques de 1924. Il joue son second match le 27 mai 1924, en amical contre l'Égypte, avec pour résultat une défaite 10-0 à Paris.

## Palmarès
Kultus Kaunas
- Championnat de Lituanie :
  - Vice-champion : 1923.